# Carlo Blasis
Carlo Blasis (ur. 4 listopada 1797 w Neapolu, zm. 15 stycznia 1878 w Cernobbio) – tancerz, choreograf i pedagog włoski.
Był synem kompozytora Francesco Antonia. Studiował taniec w Mediolanie pod okiem Salvatore Viganò oraz w Paryżu u Pierre Gardela. Debiutował w 1814 w Marsylii.
Został pierwszym solistą w La Scali i w 1837 dyrektorem jej Imperialnej Szkoły Tańca. Był też głównym tancerzem i choreografem w King’s Theatre w Londynie, w 1847.
Będąc w Mediolanie dawał lekcje największym włoskim tancerzom epoki, którzy później w najświetniejszym okresie tańca klasycznego rozjechali się do największych europejskich teatrów Petersburga, Paryża i in. Blasis stworzył własną zwartą metodę nauczania tańca i zawarł ją w podręcznikach: Trattato sulla danza 1820 i Il codice di Tersicore 1830, które stały się podwaliną nauki współczesnego tańca klasycznego.
W sezonie 1856/1857 pracował jako dyrektor warszawskiego baletu zaangażowany przez dyrekcję WTR.